# Radošovice (Benešovi járás)
Radošovice település Csehországban, a Benešovi járásban. Radošovice Ctiboř, Chotýšany, Slověnice, Bílkovice, Libež és Vlašim településekkel határos. Lakosainak száma 406 fő (2024. január 1.).

## Népesség
A település lakosságának változását az alábbi diagram mutatja:
| Lakosok száma | 627  | 624  | 584  | 429  | 348  | 297  | 359  | 366  | 390  | 406  |
|               | 1869 | 1890 | 1921 | 1950 | 1980 | 2001 | 2017 | 2019 | 2022 | 2024 |